# Kobylnica (gemeente)
De gemeente Kobylnica is een landgemeente in het Poolse woiwodschap Pommeren, in powiat Słupski.
De gemeente bestaat uit 25 administratieve plaatsen solectwo: Bolesławice, Bzowo, Kobylnica, Komiłowo, Komorczyn, Kończewo, Kruszyna, Kuleszewo, Kwakowo, Lubuń, Lulemino, Łosino, Płaszewo, Reblino, Runowo Sławieńskie, Sierakowo Słupskie, Słonowice, Słonowiczki, Sycewice, Ściegnica, Widzino, Wrząca, Zagórki, Zębowo, Żelkówko
De zetel van de gemeente is in Kobylnica.
Op 30 juni 2004 telde de gemeente 9513 inwoners.

## Oppervlakte gegevens
In 2002 bedroeg de totale oppervlakte van gemeente Kobylnica 244,95 km², waarvan:
- agrarisch gebied: 60%
- bossen: 30%

De gemeente beslaat 10,63% van de totale oppervlakte van de powiat.

## Demografie
Stand op 30 juni 2004:
| Omschrijving                   | Totaal | Totaal | Vrouwen | Vrouwen | Mannen | Mannen |
| ------------------------------ | ------ | ------ | ------- | ------- | ------ | ------ |
| eenheid                        | aantal | %      | aantal  | %       | aantal | %      |
| inwoners                       | 9513   | 100    | 4710    | 49,5    | 4803   | 50,5   |
| bevolkingsdichtheid (inw./km²) | 38,8   | 38,8   | 19,2    | 19,2    | 19,6   | 19,6   |

In 2002 bedroeg het gemiddelde inkomen per inwoner 1606,71 zł.

## Aangrenzende gemeenten
Dębnica Kaszubska, Kępice, Postomino, Sławno, Słupsk, Słupsk, Trzebielino